# Фридрих I (Йотинген)
Вижте пояснителната страница за други личности с името Фридрих I.
Фридрих I (на немски: Friedrich I von Oettingen; * ок. 1266; † 5 ноември 1311/3 март 1313) е граф на Йотинген в Швабия, Бавария. 
Той е вторият син на граф Лудвиг V фон Йотинген (* ок. 1240, † 9 ноември 1313) и първата му съпруга Мария фон Цолерн-Нюрнберг († 25 ноември 1298), дъщеря на Фридрих III фон Хоенцолерн, бургграф на Нюрнберг († 1297) и Елизабет фон Андекс-Мерания († 1273). Той е по-малък брат на граф Лудвиг VI (* ок. 1290, † 29 септември 1346).

## Фамилия
Фридрих I се жени през ок. 1270 г. за Елизабет фон Дорнберг (* ок. 1270; † 28 юли 1309 – 11 октомври 1311), втората дъщеря на фогт Волфрам IV фон Дорнберг († 9 юни 1288) и Рихенза фон Ортенберг († 14 октомври 1309). Двамата имат децата:
- Конрад VI фон Йотинген († сл. 1319)
- N
- Мария фон Йотинген († 10 юни 1369), омъжва се I. сл. 10 април 1309 г. за граф Рудолф III фон Хабсбург-Лауфенбург († 22 януари 1315), II между 11 юни 1315 и 6 април 1316 г. за граф Вернер II фон Фробург (* ок. 1280; † 21 март 1320) и III. пр. 18 февруари 1326 г. за маркграф Рудолф IV фон Баден († 25 юни 1348)
- Лудвиг VIII фон Йотинген († 26 юли 1378), граф, жени се I. пр. 14 март 1327 г. за Имагина фон Изенбург-Лимбург († 1336/1337), II. пр. 25 април 1343 г. за Магарета фон Хоенберг († 24 август 1366), III. за Катарина фон Катценщайн († 3 май 1374)
- Фридрих II фон Йотинген (* ок. 1296, † 4 октомври 1357), граф, жени се ок. 1300 г. за Аделхайд фон Верд (* ок. 1306, † 22 януари 1387), родители на Лудвиг XI фон Йотинген († 1370)